# Josep Canyelles Sabater
Josep Canyelles Sabater, conegut com a Pep Canyelles, (1949, Palma, Mallorca) és un pintor i escultor autodidacte mallorquí. És un artista que es planteja la plàstica com un fet total. Poesia visual, pintura i escultura són una triple punta de llança, suport i empenta de la seva creativitat.
Canyelles forma generació amb la lleva que feu acte de presència els setanta, el moviment Nova Plàstica Mallorquina, un temps d'efervescència on s'operà l'enterrament de l'estètica oficialista. El 1969 passà un curt temps a París i el 1970 s'instal·là a Barcelona. Però, un any després, tornà a Palma per motius de salut. En un principi es decantà cap a la pintura i participà en la subversió artística amb el grup Criada 74 (1973-1977), d'intenció renovadora. El 1978 compartí murs al Museu de Mallorca amb Vicenç Torres, i l'any següent exposà individualment a la Galeria 4 Gats de Palma on, a més de pintures, presentà objectes de caràcter lúdic, amb un estil personal que semblava voler treballar alhora la pintura i l'escultura. Eren peces de fusta multicolors, de dimensió reduïda, a les quals varen seguir una sèrie metàl·lica de motoristes amb sidecars, prop de l'escultura-objecte. Canyelles havia pres contacte amb el ferro a la ferreria familiar. Posteriorment, immers ja dins el món escultòric, exposà a diferents indrets de Mallorca, de la Península, d'Egipte i d'Alemanya, d’Holanda i dels Estats Units. A l'exposició de 1980 en el Caire, Canyelles fou convidat pel Ministeri de Cultura egipci juntament amb Jaume Pinya i Horacio Sapere. El 1981 obtingué una beca del Ministeri de Cultura a la promoció de les Arts Plàstiques, un fet que l'estimulà a fer feina per intensament. El 1986, amb l'exposició Paisatges ara i aquí, en el Col·legi d'Arquitectes de Palma, confirmà la seva preferència pel ferro. Als anys noranta entrà dins un procés de geometrisme que l'apropa al minimalisme amb obres austeres, de gran format. Posteriorment, una altra etapa de producció el portà a recuperar el color damunt el ferro, l'acer corten o la xapa. Són obres on retornà al constructivisme obviant el color per anar a la recerca d'una sobrietat cromàtica. Dins una darrera etapa, treballà amb reixats que volen empresonar l'aire o el buit, estructures que ratllen l'espai modificant-lo amb la seva presència.
Des del principi, inicià també una tasca en el camp de la poesia visual, de llarga trajectòria. Amb presència a Blanc d'ou, Ara ve Nadal, Zootropo, 17, Crit, etc. Participà en les mostres «Poesia visual dels Països Catalans» (Mataró 1980) i «Espai poètic experimental» (París 1981), així com en exposicions a Pavia (Itàlia), Anvers (Bèlgica) i València.
La seva obra escultòrica fou present a la important fira ARCO de Madrid diverses vegades. Hom pot trobar obres de Pep Canyelles escampades per diferents indrets de Palma: Dona asseguda damunt l'univers (1990), en els Jardins de la Misericòrdia; Illa (1998-1999), en el Parc de la Feixina; L'illa dels nostres pares (2001), a Dalt Murada, i cinc peces més en el campus universitari de la universitat de les Illes Balears realitzades els anys noranta.